# Dan John Miller
Pour les articles homonymes, voir Dan Miller et Miller.
Dan John Miller, est un chanteur, guitariste et acteur américain, leader de Blanche, un groupe de rock, country, folk de Détroit.

## Biographie
Après avoir participé à l'aventure de quelques groupes de honky tonk dans la région de Detroit comme les Goober & the Peas, Miller s'associe avec Jack White, des futurs The White Stripes, pour une collaboration de country-garage au sein du groupe Two Star Tabernacle. White se consacrera en 2001 à son groupe, avec le succès que l'on connait. Dan John Miller créera alors, en 2002, avec sa femme Tracey May Miller, alors membre des Tabernacle, le groupe Blanche.
Il a fait récemment ses débuts au cinéma en 2005 dans le film Walk the Line de James Mangold, sur la vie de Johnny Cash, où il joue le rôle de Luther Perkins, l'ami de ce dernier.

## Discographie
- 2004 : America's Newest Hitmakers, EP
- 2004 : If We Can't Trust the Doctors...
- 2006 : What This Town Needs, EP
- 2007 : Little Amber Bottles

## Filmographie
- 2005 : Walk the Line : Luther Perkins
- 2007 : Monsieur Woodcock
- 2008 : Jeux de dupes
- 2009 : My One and Only